# Leopoldo Calvo-Sotelo
Leopoldo Ramón Pedro Calvo-Sotelo y Bustelo (Madrid, 14 de abril de 1926-Pozuelo de Alarcón, 3 de mayo de 2008), I marqués de la Ría de Ribadeo y grande de España, fue un ingeniero de caminos, canales y puertos y político español. Fue el segundo presidente del Gobierno de España desde la transición entre febrero de 1981 y diciembre de 1982, durante la i legislatura. 
Durante su mandato se produjo el ingreso de España en la OTAN, asunto que sería objeto del referéndum sobre la permanencia de España en la OTAN que se celebró en 1986. España era miembro desde 1982. También impulsó la Ley Orgánica de Armonización del Proceso Autonómico (LOAPA), que fracasó por haber sido en buena parte declarada inconstitucional por el Tribunal Constitucional un año más tarde.

## Biografía
Hijo de Leopoldo Calvo Sotelo y de Mercedes Bustelo Vázquez, nació el 14 de abril de 1926 en Madrid. Leopoldo padre era hermano de José Calvo Sotelo, el que fuera ministro de Hacienda durante la dictadura (Directorio civil) de Miguel Primo de Rivera y fundador del Bloque Nacional durante la Segunda República Española, asesinado en los preámbulos de la guerra civil española, y de Joaquín Calvo Sotelo, escritor y miembro de la Real Academia Española. Tres de sus abuelos eran gallegos (de Ribadeo, La Coruña y Lugo) y uno de la localidad palentina de Meneses de Campos.

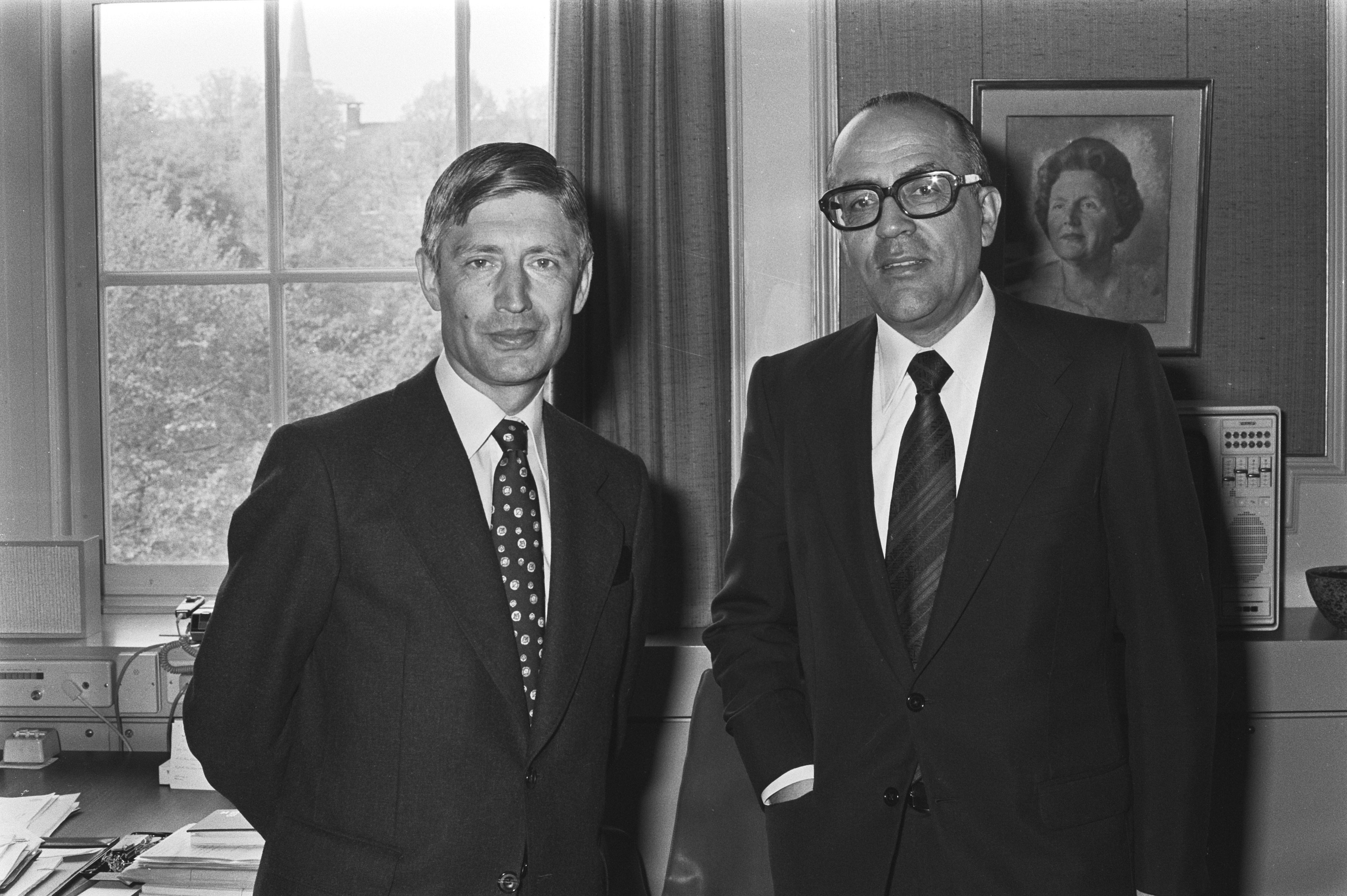
Calvo-Sotelo junto al primer ministro de los Países Bajos Dries van Agt en mayo de 1978.

Era tío de Mercedes Cabrera Calvo-Sotelo, ministra de Educación en la viii legislatura. Dos hijos suyos han sido secretarios de Estado con los gobiernos de José María Aznar.
Leopoldo recibió educación en el Instituto-Escuela,[cita requerida] centro de enseñanza liberal, heredero de la Institución Libre de Enseñanza, en el Instituto Santo Tomás de Aquino de Ribadeo, en el Instituto Peñaflorida de San Sebastián y en el Instituto Cervantes de Madrid. Terminó sus estudios de ingeniero de caminos, canales y puertos en 1951 con el número uno de su promoción, por el que recibió el premio Escalona, doctorándose por la Escuela Técnica Superior de Ingenieros de Caminos, Canales y Puertos de Madrid en 1968. Políglota, llegó a dominar el inglés, el francés, el italiano, el alemán y el portugués; también tocaba el piano. Trabajó veinticinco años en la empresa privada, buena parte de ellos al frente del mayor grupo industrial español, Unión Explosivos Río Tinto, que llegó a estar presente en numerosos sectores de la economía. Calvo-Sotelo también ocupó la presidencia del ente estatal RENFE, en 1967.

## Carrera política

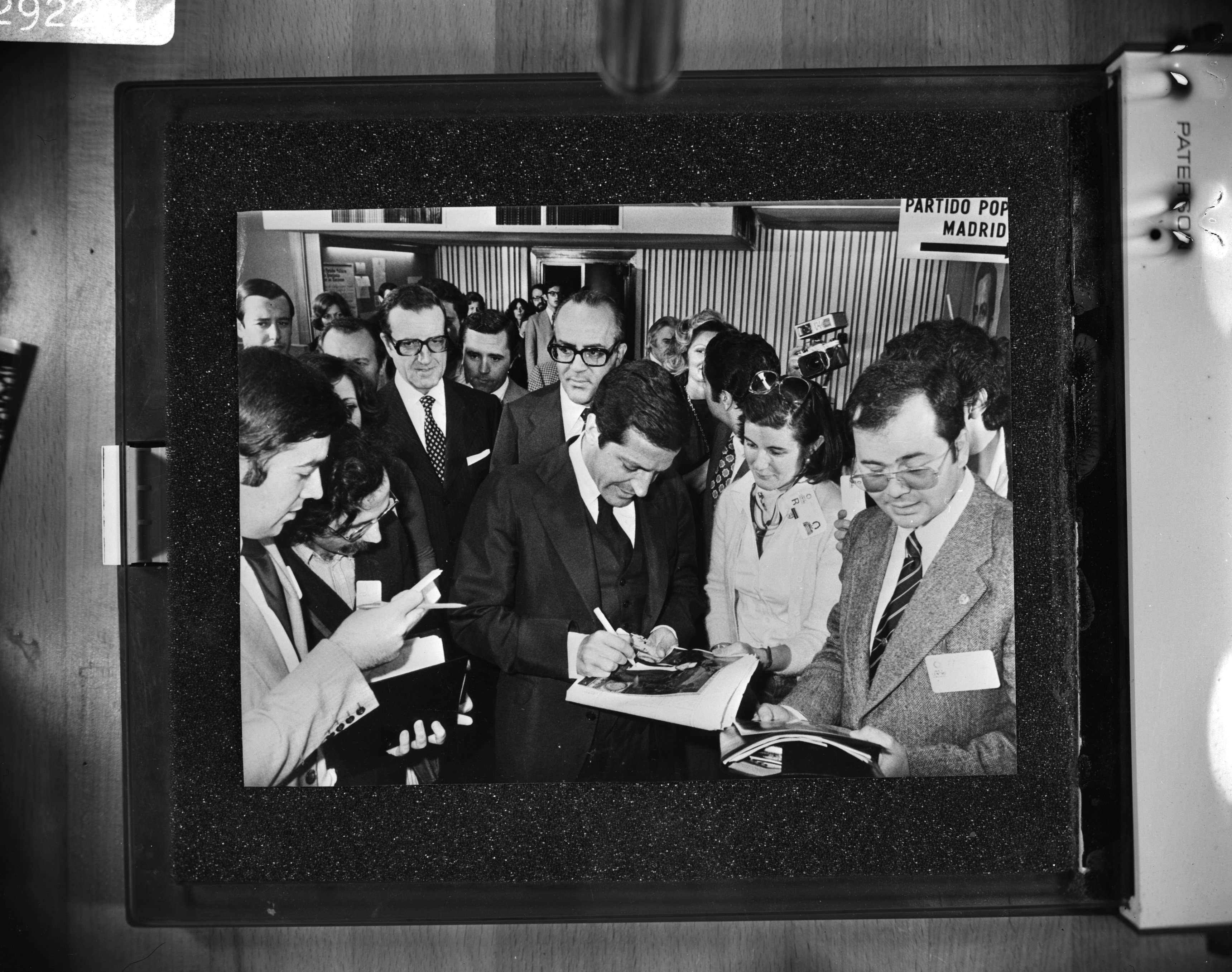
Leopoldo Calvo Sotelo detrás del presidente Adolfo Suárez, 13 de junio de 1977.

En 1974 fue elegido procurador en Cortes como representante de los empresarios de industrias químicas. En 1975 fue designado ministro de Comercio en el primer Gobierno de la Monarquía, que presidía Arias Navarro y del que formaban parte como ministros Adolfo Suárez y Manuel Fraga, entre otros.
Al ser nombrado Suárez presidente, fue nombrado ministro de Obras Públicas, en julio de 1976.
Dimitió del cargo de ministro para presentarse a las primeras elecciones democráticas (1977) y concentrarse en la organización del nuevo partido que habría de ganarlas: la Unión de Centro Democrático (UCD), del presidente Suárez. Su carrera política continuó en ascenso: portavoz de UCD en el Congreso (1977-1978), ministro para las Relaciones con las Comunidades Europeas (1978-1980), vicepresidente del Gobierno para Asuntos Económicos (1980-81).

## Presidencia del Gobierno

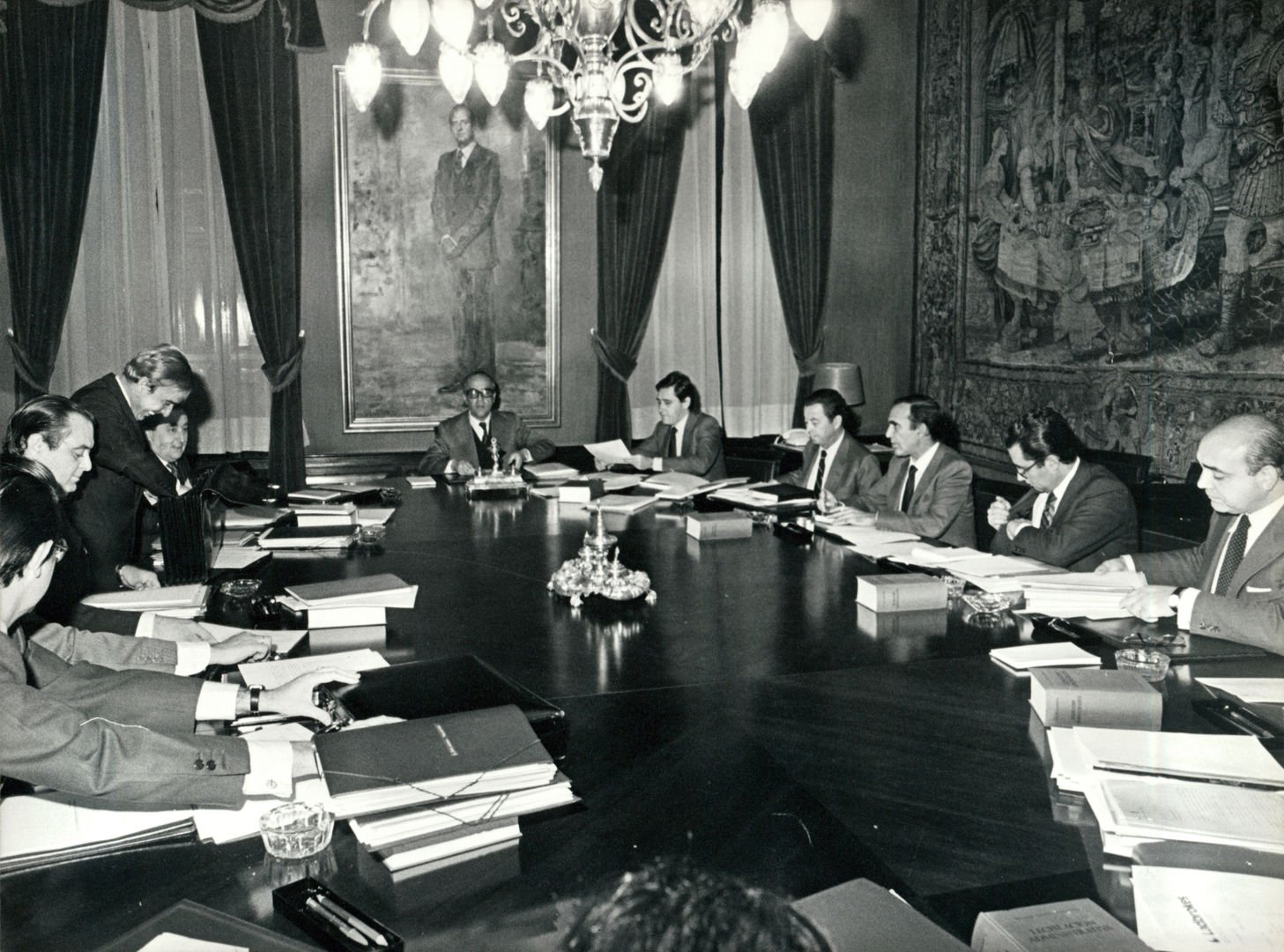
Leopoldo Calvo Sotelo preside el Consejo de Ministros en el Congreso de los Diputados el 27 de noviembre de 1981.

Durante la votación sobre su investidura como presidente del Gobierno, irrumpieron en el Congreso de los Diputados varios guardias civiles armados que, bajo el mando del teniente coronel Antonio Tejero, pretendían dar un golpe de Estado militar, intento conocido como 23-F. El gobierno de Calvo-Sotelo nacía pues en unas fechas en que el desencanto popular ante el nuevo régimen político, la crisis económica y el paro, el terrorismo de ETA y la división interna y consiguiente debilidad de la UCD protagonizaban la actividad pública española. 
Por otro lado, Felipe González, del Partido Socialista Obrero Español (PSOE) se postulaba ya en las encuestas como el más que posible sucesor. Los encuentros de Calvo-Sotelo con el líder de la oposición, que acabaría sucediéndole en la presidencia tras las elecciones de octubre de 1982, fueron constantes. En parte, por la necesidad de González de preservar la estabilidad de un país que iba a heredar, también por la percepción existente acerca de la provisionalidad de Calvo-Sotelo, que, a su vez, consciente de ello, buscó sin ambages el diálogo. Por otro lado, los socialistas tampoco dejaron de criticarlo con dureza. En ciertos aspectos, como la cuestión del divorcio o el desarrollo del Estado de las autonomías, llegaron a acuerdos en temas cruciales.
Durante el gobierno de Calvo-Sotelo se firmó un gran acuerdo por el empleo con las centrales sindicales y los empresarios. Y se aprobó la Ley española de Divorcio de 1981. España ingresó en la OTAN y se cerró el mapa autonómico. Su gobierno recurrió la sentencia de la Justicia Militar, para que fuera la Justicia Civil quien tuviera la última palabra en el tema del golpe de Estado del 23F. Se modificó la bandera oficial de España, eliminando el águila de San Juan, y dejando sólo el escudo nacional, igualmente reformado tomando como modelo el estandarte real de Juan Carlos I.
En este bienio se produjeron escándalos como el del aceite de colza, y no fue un periodo precisamente fácil para el país desde el punto de vista social y económico teniendo problemas como la crisis económica, la subida del paro o la epidemia de heroína entre los más jóvenes. La banda terrorista ETA estaba en su época más mortífera ("años de plomo"). El 1 de abril de 1981 el Gobierno aceptó cancelar el proyecto Islero (que consistía en que España consiguiera tener su propia bomba atómica) y someter los materiales a la inspección del Organismo Internacional de Energía Atómica, tras recibir presiones estadounidenses. Por otro lado, Calvo-Sotelo tuvo que gestionar situaciones tan dispares como el asalto al Banco Central de Barcelona o la posición española respecto a la guerra de las Malvinas.
No resultó fácil al presidente del Gobierno lidiar con la desintegración de su partido, una candente cuestión que precisamente había facilitado su llegada a la presidencia, tras la dimisión de Adolfo Suárez, por no pertenecer a ninguna de las familias que se disputaban el control de la UCD. Sin embargo, el partido quedó en manos del sector partidario de Suárez y la errática política del expresidente, que se planteó volver al Gobierno y alentó la crítica a su sucesor, con el consiguiente desprestigio de Calvo-Sotelo y de su equipo, motivaron su decisión de hacerse con su control en noviembre de 1981.
Su mandato finalizó con el desmantelamiento de la conspiración golpista para el 27 de octubre de 1982, que estuvo mejor preparada que la del 23-F, pero que con la colaboración de los principales medios de comunicación fue minimizada para no generar alarma.[cita requerida]

### Adhesión de España a la OTAN
Durante el mandato de Leopoldo Calvo-Sotelo, la decisión más relevante fue la adhesión de España a la OTAN, firmada el 10 de diciembre de 1981, que fue muy disputada por la oposición dirigida por el Partido Socialista Obrero Español (aunque más tarde y una vez en el poder, el Gobierno socialista convocó —y ganó— un referéndum sobre la permanencia en la OTAN en 1986). Además como ministro para las Relaciones con la Comunidad Económica Europea, logró restablecer definitivamente un vínculo estable para la negociación de entrada y como presidente se cimentó el preámbulo definitivo de adhesión al Mercado Común, que culminaría con la entrada en algo más grande, una unión política; la Comunidad Económica Europea durante el mandato de Felipe González.

## Tras la presidencia

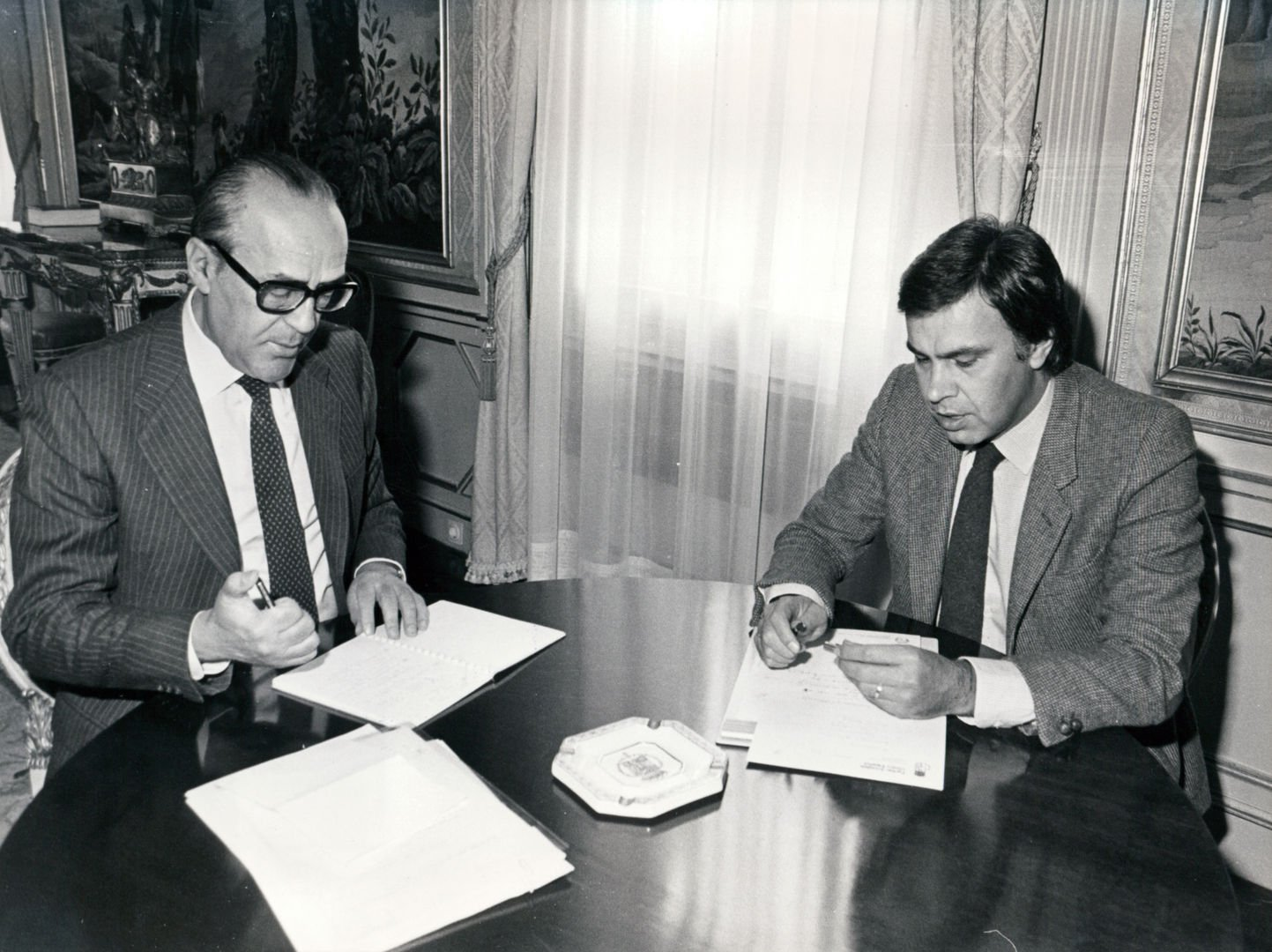
El presidente del Gobierno español, Leopoldo Calvo-Sotelo, y el secretario general del PSOE, Felipe González, celebran conversaciones de transición postelectorales en el Palacio de La Moncloa el 3 de noviembre de 1982, tras las elecciones generales del 28 de octubre.

En las elecciones generales de 1982 ocupa el segundo puesto en la lista electoral de UCD por Madrid, que encabezaba Landelino Lavilla, produciéndose la debacle electoral de UCD. Pasa de ser el partido del gobierno a tener una docena de diputados. Calvo-Sotelo solo consigue ser diputado por la dimisión de Lavilla.
Tras esto, es elegido miembro de la Asamblea Parlamentaria del Consejo de Europa en 1983 y eurodiputado en el Parlamento Europeo entre 1986 y 1987, integrado en el Partido Popular Europeo. Presidió la Fundación Ortega y Gasset (1992 a 1997) y los patronatos de las Fundaciones Antonio Nebrija y Eduardo Torroja. Fue miembro del Colegio de Ingenieros de Caminos, Canales y Puertos, del Círculo de Economía, del Club de Madrid, de la Fundación Carlos de Amberes, de la Fundación Transición Española y del Real Instituto Elcano.
El 16 de noviembre de 2005 ingresó en la Real Academia de Ciencias Morales y Políticas con la lectura de Sobre la Transición exterior.
En 2007 se convirtió en miembro fundador de la Fundación Transición Española.

## Marquesado de la Ría de Ribadeo
En 2002, el rey Juan Carlos I le ofreció un título nobiliario con la ocasión del vigésimo aniversario de su marcha del poder y siguiendo la tradición de concederlos a los expresidentes del Gobierno y, antes, del Consejo de Ministros. Como primer concesionario de la merced, Calvo-Sotelo tenía la opción de elegir la denominación de la misma, que no podía ser su propio apellido por existir el ducado de Calvo Sotelo, concedido póstumamente por el general Franco a su tío José Calvo Sotelo. Parece que entonces se inclinó porque la dignidad se refiriese a la ciudad de Ribadeo, a la que estaba muy ligado, pero de nuevo apareció un escollo: la duquesa de Alba contaba entre sus muchos títulos con el de condesa de Ribadeo. Así, el 25 de junio de 2002, se le concedió finalmente el título de marqués de la Ría de Ribadeo, con grandeza de España.

## Fallecimiento
El 3 de mayo de 2008 falleció a los 82 años de edad en su domicilio de la localidad madrileña de Pozuelo de Alarcón por una parada cardiorrespiratoria. El expresidente no sufría ninguna enfermedad. Pocos meses antes sufrió una caída de la que no llegó a recuperarse en su totalidad y que le provocó un progresivo empeoramiento de su estado de salud.
En su capilla ardiente, instalada en el Salón de los Pasos perdidos del Palacio de las Cortes y presidida por los reyes de España, por el presidente del Gobierno y por su familia, le fue impuesto a título póstumo el collar de la Orden de Carlos III. Sus restos mortales descansan en el cementerio de Ribadeo desde el 5 de mayo de 2008.
Su vinculación con Ribadeo, donde nació su madre, lo llevó a ser nombrado patrón mayor honorario de la Cofradía de Pescadores de Ribadeo, director honorífico de la Coral Polifónica de Ribadeo y alcalde honorario de dicha villa. También fue nombrado hijo adoptivo de Fonsagrada y de Monforte de Lemos.

## Vida personal
Fue sobrino del político José Calvo-Sotelo y del escritor Joaquín Calvo Sotelo. Leopoldo Calvo-Sotelo contrajo matrimonio en abril de 1954 en la iglesia del Espíritu Santo con María del Pilar Ibáñez-Martín y Mellado, hija de José Ibáñez Martín, destacado político del franquismo que había sido ministro de Educación Nacional entre 1939 y 1951, y de María de los Ángeles Mellado y Pérez de Meca. El matrimonio tuvo ocho hijos:
- Leopoldo (1957-), casado con Cristina Egea Gutiérrez-Cortines.
- Juan (1958-), casado con Lucía Fernández Catuxo.
- María del Pilar (1959-), casada con Carlos Delclaux Zulueta.
- Pedro (1960-), casado con María Álvarez-Cascos y Gómez de Arteche.
- Víctor María (1961-).
- José María (1964-).
- Andrés (1965-), casado con Eva Piera Rojo.
- Pablo (1965-), casado con Elvira García-Bellido Capdevilla.

## Títulos, distinciones y condecoraciones
Títulos nobiliarios

Grandes armas de Leopoldo Calvo Sotelo, I Marqués de la Ría de Ribadeo.

- i Marqués de la Ría de Ribadeo

Españolas
- Caballero del collar de la Orden de Carlos III, a título póstumo el 3 de mayo de 2008.[17]
  - Caballero gran cruz de la Orden de Carlos III, el 23 de mayo de 1977.[18]
- Collar de la Orden del Mérito Civil, el 2 de diciembre de 1982.[19]
  - Gran cruz de la Orden del Mérito Civil, el 1 de abril de 1969.[20]

## Obra
Escribió varios libros, entre los que destacan Pláticas de familia (2003), Papeles de un cesante (1999) y Memoria viva de la transición (1990). Con carácter póstumo, se publicaron Un europeísta en la Transición (2019) y Poesía en la tangente (2022). Además, colaboró en varios libros, casi todos relacionados con la Transición española.